# جيم مكارثي
جيم مكارثي (بالإنجليزية: Jim McCarthy)‏ هو شخصية أعمال بريطاني، ولد في يناير 1956 في نانيتون ‏ في المملكة المتحدة.